# システマティック・ケイオス
『システマティック・ケイオス』 (Systematic Chaos) は、アメリカ合衆国のプログレッシブ・メタル・バンド、ドリーム・シアターの9作目のスタジオ・アルバムである。バンドが新たに契約したレーベルのロードランナー・レコードから初めてリリースされた。

## 解説
本作は、2006年9月から2007年2月まで、ニューヨークのアバター・スタジオで曲作りとレコーディングが行われた。ドラマーのマイク・ポートノイとギタリストのジョン・ペトルーシの共同でプロデュースされ、ポール・ノースフィールドによってエンジニアリングされた。最終ミックスは、2月14日に終了した。CDの最終マスターが完成し、収録曲が発表されたのは2月21日で、アルバムがリリースされたのは6月4日であった。アメリカではBillboard 200の19位にランクインし、ドリーム・シアターのアルバムとしてはリリース時点でアメリカチャートの順位が最も高い作品となった。
CDのみの通常版と、CDに加えアルバムの5.1チャンネルミックスと『Chaos in Progress - The Making of Systematic Chaos』とタイトルがつけられた90分のアルバム制作時のドキュメンタリーを収録したDVDを含むスペシャル・エディションが存在する。LP2枚組でもリリースされているが、日本盤は未発売である。
ポートノイは本作について、「人々がドリーム・シアターに期待する要素のすべて、つまりヘヴィでテクニカル、パワフル、ダイナミックさがある。スタイルとサウンドのすべては変わっていないが、われわれは本物の音の爆発にすることを望んでいた。とてもドラマティックで攻撃的だ」とTAMA Drumsのインタビューにおいて述べている。
『イメージズ・アンド・ワーズ』『オクタヴァリウム』に続き、インストゥルメンタル曲が収録されないドリーム・シアターのアルバムとして3番目である。

## 楽曲
「イン・ザ・プレゼンス・オヴ・エネミーズ」は、パート1とパート2に分割されて収録されているが、楽曲としては単一である。ポートノイによれば、アルバムの最初の曲も最後の曲も長い曲にしたくなかったことが分割された理由である。ライブではパート1・パート2は続けて演奏されている。パート1とパート2で一曲とみなした場合、ドリーム・シアターで2番目に長い曲となる。
「コンスタント・モーション」はアルバムからの最初のシングルとして4月27日に、ビデオが7月13日にリリースされた。いずれもロードランナー・レコードウェブサイト中のドリーム・シアターのページから期間限定で無料ダウンロード可能であった。
「リペンタンス」は、『シックス・ディグリーズ・オブ・インナー・タービュランス』に収録された「グラス・プリズン」、『トレイン・オブ・ソート』に収録された「ディス・ダイイング・ソウル」、『オクタヴァリウム』に収録された「ザ・ルート・オブ・オール・イーヴル」に続く、ポートノイのアルコール依存症の経験についての一連の楽曲「Twelve-step Suite」の4番目の曲である。この曲は、ポートノイが参加するアルコホーリクス・アノニマスの12ステップのプログラムの8番目と9番目（アルコールのために迷惑をかけた人々に対し償いをする）を表している。同曲では、ジョン・アンダーソン、ジョー・サトリアーニ、スティーヴ・ヴァイ、スティーヴ・ホガース（マリリオン）、デイヴィッド・エレフソン、ニール・モース (Spock's Beard)、ダニエル・ギルデンロウ（ペイン・オヴ・サルヴェイション）、スティーヴン・ウィルソン（ポーキュパイン・ツリー）、ミカエル・オーカーフェルト（オーペス）、コリー・テイラー（スリップノット）というプログレッシブ・ロックやプログレッシブ・メタルのミュージシャン仲間に加え、プロレスラーのクリス・ジェリコがゲストとして参加し、謝罪の声を担当している。
「プロフェッツ・オブ・ウォー」では、ファンがバッキングボーカルを担当することをポートノイが提案し、ドリーム・シアター公式サイト上での告知を見た400人のファンが集まったが、スタジオの広さの関係で、実際にレコーディングに参加できたのは60人だけであった。

## ビデオクリップ・情報漏洩
2007年4月20日、ポートノイは「プロフェッツ・オブ・ウォー」のサウンドクリップビデオを公開した。このクリップには、曲のイントロとアウトロのインストゥルメンタルが収録されている。このビデオはSystematic Chaos Recording Session with the Fans - YouTubeで見られる。
サウンドクリップとアルバムのスタジオ場面をフィーチャーしたプロモーション・ビデオは、Dream Theater - Sytematic Chaos Promo - YouTubeで見られる。
2007年4月28日、「ザ・ダーク・エターナル・ナイト」のミックスされていないバージョンが、ロードランナー・レコードによってYouTube上で公開された。
アルバム全体は、リリース1か月前に漏洩した。
「コンスタント・モーション」のプロモーションビデオの特別版は、2007年7月13日にドリーム・シアターの公式サイトで公開された。
2008年1月26日、「フォーセイクン」のミュージックビデオが公開された。近未来を舞台としたアニメーションで、監督はソエジマヤスフミである。

## 収録曲
| 全作曲: ドリーム・シアター（ジェイムズ・ラブリエ、ジョン・ペトルーシ、ジョン・マイアング、ジョーダン・ルーデス、マイク・ポートノイ）。 | |            | |       |
| # | タイトル | 作詞       | 作曲・編曲 | 時間  |
| 1. | 「イン・ザ・プレゼンス・オヴ・エネミーズ パート1 "In the Presence of Enemies - Part I" - I. プレリュード "Prelude" - II. 復活〜リザレクション〜 "Resurrection"」 | ペトルーシ | ドリーム・シアター（ ジェイムズ・ラブリエ 、ジョン・ペトルーシ、 ジョン・マイアング 、 ジョーダン・ルーデス 、マイク・ポートノイ） | 9:00  |
| 2. | 「フォーセイクン "Forsaken"」 | ペトルーシ | ドリーム・シアター（ ジェイムズ・ラブリエ 、ジョン・ペトルーシ、 ジョン・マイアング 、 ジョーダン・ルーデス 、マイク・ポートノイ） | 5:35  |
| 3. | 「コンスタント・モーション "Constant Motion"」 | ポートノイ | ドリーム・シアター（ ジェイムズ・ラブリエ 、ジョン・ペトルーシ、 ジョン・マイアング 、 ジョーダン・ルーデス 、マイク・ポートノイ） | 6:55  |
| 4. | 「ザ・ダーク・エターナル・ナイト "The Dark Eternal Night"」 | ペトルーシ | ドリーム・シアター（ ジェイムズ・ラブリエ 、ジョン・ペトルーシ、 ジョン・マイアング 、 ジョーダン・ルーデス 、マイク・ポートノイ） | 8:53  |
| 5. | 「リペンタンス "Repentance" - VIII. 後悔〜リグレット〜 "Regret" - IX. 回復〜リスティテューション〜 "Restitution」 | ポートノイ | ドリーム・シアター（ ジェイムズ・ラブリエ 、ジョン・ペトルーシ、 ジョン・マイアング 、 ジョーダン・ルーデス 、マイク・ポートノイ） | 10:43 |
| 6. | 「プロフェッツ・オヴ・ウォー "Prophets of War"」 | ラブリエ   | ドリーム・シアター（ ジェイムズ・ラブリエ 、ジョン・ペトルーシ、 ジョン・マイアング 、 ジョーダン・ルーデス 、マイク・ポートノイ） | 6:00  |
| 7. | 「ザ・ミニストリー・オヴ・ロスト・ソウルズ "The Ministry of Lost Souls"」 | ペトルーシ | ドリーム・シアター（ ジェイムズ・ラブリエ 、ジョン・ペトルーシ、 ジョン・マイアング 、 ジョーダン・ルーデス 、マイク・ポートノイ） | 14:57 |
| 8. | 「イン・ザ・プレゼンス・オヴ・エネミーズ パート2 "In the Presence of Enemies - Part II" - III. 異端者〜ヘレティック〜 "Heretic" - IV. 地獄へ落ちた者達の虐殺〜ザ・スローター・オヴ・ザ・ダムド〜 "The Slaughter of the Damned" - V. 報い〜ザ・レコニング〜 "The Reckoning" - VI. 救済〜サルヴェイション〜 "Salvation」 | ペトルーシ | ドリーム・シアター（ ジェイムズ・ラブリエ 、ジョン・ペトルーシ、 ジョン・マイアング 、 ジョーダン・ルーデス 、マイク・ポートノイ） | 16:38 |
| 合計時間: | 合計時間: | 合計時間:  | 78:41 |       |

### ワーキングタイトル
"Chaos in Progress - The Making of Systematic Chaos"のDVDにおいて見られる、曲のワーキングタイトルとオリジナルの楽曲リストは以下の通りである。
1. "The Pumpkin King" (In The Presence Of Enemies)
2. "Korma Chameleon" (Constant Motion)
3. "Carpet Babies" (Prophets Of War)
4. "Schindlers Lisp" (The Ministry Of Lost Souls)
5. "N.A.D.S" (The Dark Eternal Night)
6. "Jetlag" (Forsaken)
7. "Fisheye" (Repentance)

## チャート順位
- ハンガリー - #1 [7]
- イタリア - #2
- オランダ - #2
- フィンランド - #3
- ノルウェー - #3
- 日本 - オリコン #3（デイリー）、#12（週間）
- スウェーデン - #5
- ドイツ - #7
- ポーランド - #10
- スイス - #14
- カナダ - #15
- アメリカ - #19 (Billboard 200)、#7 (Billboard Rock)、#3 (Internet); 2007年7月11日時点の売上：65,868枚[8]
- オーストリア - #20
- オーストラリア - #23
- イギリス - #25、#3 (Rock Albums Chart)
- チェコ - #33
- European Album Chart - #7
- Global Album Chart - #11

## クレジット
- ジェイムズ・ラブリエ：ボーカル
- ジョン・マイアング：5弦ベース（エレクトリックベース）
- ジョン・ペトルーシ：7弦ギター、エレクトリック・ギター、バッキングボーカル
- マイク・ポートノイ：ドラムス、パーカッション、バッキングボーカル
- ジョーダン・ルーデス：キーボード、コンティニューム

## ツアー
ドリーム・シアターは2007年6月3日、イタリア・ミラノのGods of Metal Festivalを皮切りに、「Chaos In Motion」と名づけられたツアーを開始した。このツアーは、レグ1のヨーロッパ（フェスティバル出演がメイン）に始まり、レグ2の北米、レグ3のヨーロッパ（単独公演）、レグ4のアジア、レグ5のオーストラリア、そしてレグ6の南米まで、35か国を巡るワールド・ツアーであった。中でもオーストラリアはドリーム・シアターとして初訪問となった。ツアーは2008年3月14日のベネズエラ・バレンシア公演で終了した。
レグ1ではブラインド・ガーディアン、ディム・ボルギル、シンフォニー・エックス、アナセマなどが、レグ2ではリデンプションとイントゥ・エタニティーが、レグ3では再びシンフォニー・エックスが、それぞれオープニングアクトを務めた。